# Eric Wohlberg
Eric Wohlberg, né le 8 janvier 1965 à Sudbury, est un ancien coureur cycliste canadien. Professionnel de 1996 à 2008, il a été champion du Canada du contre-la-montre sept fois consécutives de 1997 à 2003. Il a également été médaillé d'or aux Jeux du Commonwealth de 1998 et aux championnats panaméricains en 1999. Il a participé aux Jeux olympiques en 1996, 2000 et 2004. Il est actuellement directeur sportif de l'équipe Rally.

## Palmarès
- 1995
  - Tour de Beauce
- 1996
  -  Champion du Canada du contre-la-montre
  - Tour de Hokkaido
  - 2e du championnat du Canada sur route
- 1997
  -  Champion du Canada du contre-la-montre
  - 1re étape du Tour de Toona
  - 1re étape du Tour de Langkawi
  - Hotter'N Hell Hundred :
    - Classement général
    - 2e et 3e étapes

  - 2e du championnat du Canada sur route
- 1998
  -  Champion du Canada du contre-la-montre
  -  Médaillé d'or du contre-la-montre aux Jeux du Commonwealth
  - 3e étape du Hotter'N Hell Hundred
  - 6e étape du Tour de Toona
  - 2e du Hotter'N Hell Hundred
  -  Médaillé de bronze de la course en ligne aux Jeux du Commonwealth
- 1999
  -  Champion du Canada du contre-la-montre
  -  Médaillé d'or du contre-la-montre aux Jeux panaméricains
  - 8e étape du Tour de Langkawi
  - Prologue et 4ea étape du Tour de Beauce
  - Bermuda Grand Prix :
    - Classement général
    - 1re étape

  - Hotter'N Hell Hundred :
    - Classement général
    - 3e étape

  - Tour de Somerville
  - 4e étape de la Wendy's International Cycling Classic
  - 4e étape du Tour de Southland (contre-la-montre)
  - 2e du Tour de Southland
- 2000
  -  Champion du Canada du contre-la-montre
  - Tour de Hokkaido
  - Tour de la Gila
  - 8ea étape du Herald Sun Tour
  - Solano Bicycle Classic :
    - Classement général
    - 1re étape

  - 1re étape de la Fitchburg Longsjo Classic
  - 2e étape de la Wendy's International Cycling Classic
  - 3e étape du Hotter'N Hell Hundred
  - 3e de la Fitchburg Longsjo Classic
- 2001
  -  Champion du Canada du contre-la-montre
  - Fitchburg Longsjo Classic :
    - Classement général
    - 1re étape

  - 1re étape de la Solano Bicycle Classic
  - Tour de la Willamette :
    - Classement général
    - Prologue

  - Tour de Somerville
  - Cat's Hill Classic
  - 5e et 6e étapes du Tour de Southland
  - 2e de la Solano Bicycle Classic
  - 3e du Tour de Toona
- 2002
  -  Champion du Canada du contre-la-montre
  -  Champion du Canada du critérium
  - Cat's Hill Classic
  - Tour de Nez
  - 9e étape du Tour de Southland
  - 2e de la Solano Bicycle Classic
- 2003
  -  Champion du Canada du contre-la-montre
  - Tour de Nez
  - 1rea étape du Tour du Connecticut
  - Nevada City Classic
  - 5e étape du Herald Sun Tour
  - 1re étape du Tour du Queensland
  - 1re étape de la Joe Martin Stage Race
  - 3e étape de la Solano Bicycle Classic
  - 2e de la Joe Martin Stage Race
  - 2e du Tour du Queensland
  - 3e du championnat du Canada sur route
- 2004
  - Tour de Wellington :
    - Classement général
    - 2ea étape

  - 5e étape du Tour de Langkawi
  - Tour of Elk Grove
  - 2e du championnat du Canada du contre-la-montre
- 2005
  - 2e étape de la Cougar Mountain Classic
  - 2e du championnat du Canada du contre-la-montre
  - 2e du championnat du Canada sur route
- 2006
  - 3e étape du Tour du Salvador (contre-la-montre par équipes)
  - 3e étape de la Vuelta Sonora
  - 2e de la Cat's Hill Classic
  -  Médaillé de bronze du contre-la-montre aux championnats panaméricains
  - 3e du championnat du Canada du contre-la-montre
- 2007
  - 1re et 4e (contre-la-montre par équipes) étapes du Tour du Salvador
- 2008
  - 2e étape de la McLane Pacific Classic
  - Panoche Valley Road Race
  - 3e étape du Tour de Nez

## Classements mondiaux
| Année            | 2005 | 2006 | 2007 | 2008 |
| ---------------- | ---- | ---- | ---- | ---- |
| UCI America Tour | 15e  | 56e  | 186e | 92e  |
| UCI Asia Tour    |      | 154e |      |      |
| UCI Oceania Tour |      | 102e |      | 44e  |